# 吉姆·馬格雷恩
詹姆斯·尤金·馬格雷恩（英語：James Eugene Magrane，1978年7月23日—） ，為美國的棒球選手之一，曾效力於中華職棒兄弟象隊及韓國職棒SK飛龍隊，守備位置為投手，中文登錄名為「麥格倫」。

## 經歷
- 美國職棒坦帕灣魔鬼魚（小聯盟，2000年～2006年）
- 委內瑞拉聯盟Navegantes del Magallanes （2006年）
- 美國職棒華盛頓國民（小聯盟，2007年）
- 美國職棒獨立聯盟(大西洋聯盟) Long Island Ducks（2008年4月～5月）
- 美國職棒獨立聯盟(大西洋聯盟) Somerset Patriots（2008年～2009年）
- 墨西哥太平洋聯盟 Algodoneros de Guasave （2009年）
- 中華職棒兄弟象（2010年）
- 韓國職棒SK飛龍（2011年）
- 美國職棒獨立聯盟(大西洋聯盟) Somerset Patriots（2011年）
- 中華職棒兄弟象（2012年）
- 義大利聯盟T&A San Marino（2013年）
- 銀行投資專員（2017年）

## 職棒生涯成績

### 中華職棒
| 年度   | 球隊   | 出賽 | 勝投 | 敗投 | 中繼 | 救援 | 完投 | 完封 | 四死 | 三振 | 責失 | 投球局數 | 防禦率 |
| ------ | ------ | ---- | ---- | ---- | ---- | ---- | ---- | ---- | ---- | ---- | ---- | -------- | ------ |
| 2010年 | 兄弟象 | 28   | 11   | 9    | 0    | 0    | 4    | 0    | 48   | 117  | 48   | 192.0    | 2.25   |
| 2012年 | 兄弟象 | 29   | 11   | 12   | 0    | 0    | 3    | 0    | 64   | 84   | 75   | 165.1    | 4.08   |
| 合計   | 2年    | 57   | 22   | 21   | 0    | 0    | 7    | 0    | 112  | 201  | 123  | 357.1    | 3.10   |

### 韓國職棒
| 年度   | 球隊   | 出賽 | 勝投 | 敗投 | 中繼 | 救援 | 完投 | 完封 | 四死 | 三振 | 責失 | 投球局數 | 防禦率 |
| ------ | ------ | ---- | ---- | ---- | ---- | ---- | ---- | ---- | ---- | ---- | ---- | -------- | ------ |
| 2011年 | SK飛龍 | 16   | 2    | 6    | 0    | 0    | 0    | 0    | 23   | 38   | 32   | 53.2     | 5.37   |
| 合計   | 1年    | 16   | 2    | 6    | 0    | 0    | 0    | 0    | 23   | 38   | 32   | 53.2     | 5.37   |

## 特殊事蹟
- 2010年3月20日，中職初登板，擔任中華職棒21年開幕戰兄弟象隊先發投手，成為兄弟象隊隊史第13位開幕戰先發投手，並對戰統一7-ELEVEn獅隊，主投7局被擊出5安打投出5次三振及1次四死無失分，與索普、庫倫合力完封統一7-ELEVEn獅隊，拿下個人在中華職棒生涯首勝，並讓統一7-ELEVEn獅隊成為中華職棒史上第一支在開幕戰遭到完封的隊伍。
- 2010年9月10日，於新莊棒球場對戰興農牛隊，主投8局被打8支安打失2分，送出1三振、1四死球並奪得勝投，協助兄弟象隊達成隊史第1000勝。
- 2010年10月16日，於中華職棒台灣大賽第一場比賽主投7.2局僅丟1分拿下勝投，拿下台灣大賽第一場比賽MVP。
- 2010年10月23日，於中華職棒台灣大賽第四場比賽完投9局僅丟1分拿下勝投，助兄弟象直落四封王。
- 2011年4月3日，韓國職棒初登板投兩局失三分都是自責分，無關勝敗。
- 2011年4月12日，韓國職棒先發5局用球數110球，被打7支安打，失1分自責分，7次三振，2次保送，拿到韓職首勝。

## 外部連結
- 吉姆·馬格雷恩在台灣棒球維基館上的頁面（繁體中文）
- 吉姆·馬格雷恩在美國職棒官網（英语）
- 吉姆·馬格雷恩在韓國職棒官網（投手）（英语）
- 吉姆·馬格雷恩在中華職棒官網
- 吉姆·馬格雷恩在Baseball-Reference.com（小聯盟以及海外聯盟）（英语）
- 吉姆·馬格雷恩在FanGraphs.com（英语）
- 吉姆·馬格雷恩在The Baseball Cube（英语）

| 前任： 小林亮寬 | 兄弟象開幕戰先發投手 2010年           | 繼任： 增菘瑋 |
| 獎項            |                                       |               |
| 前任： 海克曼   | 中華職棒總冠軍賽最有價值球員獎 2010年 | 繼任： 王鏡銘 |